# Borovljani
Borovljani – wieś w Chorwacji, w żupanii kopriwnicko-kriżewczyńskiej, w gminie Novigrad Podravski. W 2011 roku liczyła 237 mieszkańców.